# شالوم ليفين
شالوم ليفين هو مؤرخ ونقابي وسياسي إسرائيلي، ولد في 27 مارس 1916 في Rakaw ‏ في بيلاروس، وتوفي في 14 أبريل 1995 في إسرائيل. نشط حزبياً في معراخ. وقد انتخب عضو الكنيست ‏ وقد انضم خلال فترته النيابية ‏ (21 يناير 1974 – 13 يونيو 1977) للكتلة البرلمانية معراخ وانتخب عضو الكنيست ‏ وقد انضم خلال فترته النيابية ‏ (17 نوفمبر 1969 – 21 يناير 1974) للكتلة البرلمانية معراخ.